# Philipp von Berg

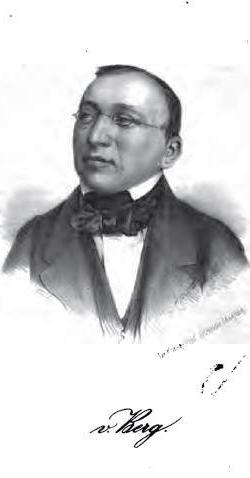
Philipp von Berg

Philipp von Berg (* 1815 in Düsseldorf; † 1866 in Mönchengladbach) war ein deutscher römisch-katholischer Priester sowie Abgeordneter der preußischen Nationalversammlung und des preußischen Abgeordnetenhauses.

## Leben

### Jugend und Studienjahre
Am 12. März 1816 wurde Philipp von Berg als Sohn des preußischen Hauptmanns Karl Wilhelm von Berg und der geborenen Gräfin Henriette Philippine Sophie von Bentheim in Düsseldorf geboren. Seine Jugend verbrachte Philipp von Berg in Köln; nach dem Abitur studierte er in Bonn und später in Berlin Jura, Philosophie und Geschichte. Nach der Verwicklung in ein Duell und einer anschließenden Haftstrafe, die er auf der Festung Ehrenbreitstein bei Koblenz verbüßte, begann von Berg das Studium der Theologie in Bonn.

### Priester und Abgeordneter
1843 wurde er in Köln zum Priester geweiht. Nachdem er zuerst in Vilich bei Bonn als Kaplan tätig gewesen war, ernannte man ihn 1847 zum Ersten Kaplan an der Pfarrei St. Mariä Himmelfahrt in Jülich. Dort fand er in der Politik sein neues Betätigungsfeld. Auf dem Jülicher Marktplatz soll er eine flammende Reden gehalten und sich auch sonst für die Revolution von 1848 eingesetzt haben.
Am 8. Mai 1848 wurde er in die preußische Nationalversammlung gewählt, wo er mit seinen Reden hervortrat, die ihr Echo auch in der von Friedrich Engels und Karl Marx herausgegebenen Neuen Rheinischen Zeitung fanden. Mit der Auflösung der preußischen Nationalversammlung sah sich von Berg zugleich der obrigkeitlichen Verfolgung ausgesetzt. 1850 wurde ihm wegen angeblichen Aufruhrs der Prozess gemacht, doch endete das Verfahren mit einem Freispruch.
Nach dem Prozess wurde er 1850 zum geistlichen Rektor in Bergheim und einige Jahre später auch zum Vikar an der Kölner Hauptpfarrkirche St. Kolumba ernannt. 1859 wurde er erneut ins preußische Abgeordnetenhaus gewählt. Das bereits angespannte Verhältnis zu seinen Vorgesetzten verschlechterte sich dabei zusehends, sodass Erzbischof Johannes von Geissel ihn 1862 als Pfarrer nach Gustorf bei Grevenbroich schickte.

### Pfarrer in Gustorf
In Gustorf war er maßgeblich an der Gründung des Bürger-Schützenvereins der Pfarre Gustorf beteiligt, dem er als Grundkapital 15 Reichstaler spendete. Der neue Schützenverein stand von Anfang an in Konkurrenz zur bereits seit einigen Jahrhunderten existierenden Katholischen Bruderschaft St. Sebastianus, die mehr und mehr an Rückhalt verlor und ihre Aktivitäten in der Folge auf Gindorf beschränken musste.
Im Jahr 1864 erkrankte Philipp von Berg an einem Gehirnleiden, an dem er 1866 im Alexianer-Kloster in Mönchengladbach verstarb.